# L'Aquila Rugby 2010-2011
Nella stagione 2010-2011 L’Aquila ha disputato il campionato di Eccellenza classificandosi al nono posto. Ha disputato inoltre il Trofeo Eccellenza (la vecchia Coppa Italia) mancando l'accesso alle semifinali in virtù del terzo posto ottenuto nel girone di qualificazione.

## Rosa
La rosa dell'Aquila Rugby 2010-2011 era così composta:

## Partite disputate

### Eccellenza

#### Andata
| Arbitro: | Traversi (Rovigo) |

|                                                                                  |           | |
| 18' Lorenzetti, 39' Francesio mt 18' e 39' Paolucci tr 4', 15' e 58' Paolucci cp | Marcatori | mt 26' Gerber, 33' Onori, 35' Cigarini, 51' Santelli, 68' Castagnoli tr 26' e 35' Mortali, 51' e 68' Jones |

| Arbitro: | Pennè (Milano) |

|                                                                   |           |                       |
| 37' Cicchinelli, 80' Varani mt 16' Myring, 54' e 69' Rodriguez cp | Marcatori | cp 19' e 50' Paolucci |

| Arbitro: | De Santis (Roma) |

|                                                           |           |                                                                                       |
| 22' Zaffiri mt 22' Paolucci tr 43', 53' e 68' Paolucci cp | Marcatori | mt 25' e 61' Bortolussi, 36' e 75' Spragg, 70' Sanchez tr 25' e 61' Walsh cp 4' Walsh |

| Arbitro: | Marrama (Padova) |

|                                                                                     |           | |
| 17' Daupi, 51' Codo, 80'+4' m.t. mt 17' e 40'+4' Canale tr 11', 61' e 67' Canale cp | Marcatori | mt 40'+6' Paolucci, 47' Lorenzetti, 73' Crichton tr 40'+6', 47' e 73' Paolucci cp 20', 40' e 80'+6' Paolucci |

| Arbitro: | Mitrea (Treviso) |

| |           |                                                           |
| 13' Trevisan, 28' Woodman, 45' Maio, mt 60' e 80'+3' Sigg, 66' Damiani 13', 28' e 66' Anversa, 80'+3' Iannone tr 19' Anversa cp | Marcatori | mt 77' Lombardi tr 77' Paolucci cp 2', 47' e 51' Paolucci |

| Arbitro: | Liperini (Livorno) |

|                                                                                             |           | |
| 66' Subrizi, 77' Paolucci, 80'+3' Di Massimo mt 22' e 77' Paolucci tr 24' e 34' Paolucci cp | Marcatori | mt 7' e 27' Mahoney, 40'+1' Bacchetti, 56' Ravalle tr 7', 27', 40'+1', 56' Bustos cp 3' e 22' Bustos |

| Arbitro: | Marrama (Padova) |

|                   |      |                |
| 65’ Nitoglia      | mt   | 80+4’ tecnica  |
| 65’ Gargiullo     | tr   | 80+4’ Paolucci |
| 5’, 51’ Gargiullo | c.p. | 61’ Paolucci   |
| 42’ Gargiullo     | drop |                |

| Arbitro: | Mancini (Frascati) |

|                                                                        |           |                                                                             |
| 37' Crichton, 71' Calcagno mt 37' Paolucci tr 3', 9' e 27' Paolucci cp | Marcatori | mt 13' Fadalti, 67' Maso tr 13' e 67' Fadalti cp 6', 32', 44' e 75' Fataldi |

| Arbitro: | Blessano (Treviso) |

|                                                                                                  |           |                                                                     |
| 25' Murger, 46' Soqeta, 50' Moore, 63' Petillo mt 25', 46' e 50' Wakarua tr 66' e 76' Wakarua cp | Marcatori | mt 2' Di Massimo, 54' Crichton tr 2' e 54' Paolucci cp 59' Paolucci |

#### Ritorno
| Arbitro: | Mancini (Frascati) |

| |           |                                                      |
| 12', 52' e 80'+1' Onori, 37' Mayor, 55' Castagnoli, mt 68' Goegan, 72' Dusi 12', 37', 52', 55' e 72' Jones, 68' Goegan tr 22' e 46' Jones cp | Marcatori | mt 60' Subrizi tr 60' Crichton cp 16' e 24' Paolucci |

| Arbitro: | Roscini (Milano) |

|                                                 |           |                              |
| 25' Paolucci mt 25' Paolucci tr 46' Paolucci cp | Marcatori | cp 40' Myring, 76' Rodriguez |

| Arbitro: | Liperini (Livorno) |

| |           |                              |
| 8' e 48' Spragg, 56' Travagli, 57' Marcier, mt 68' Palmer, 76' Tveraga, 80'+5' Acuna 8' e 48' Mercier tr 15' e 19' Mercier cp | Marcatori | cp 3' Crichton, 29' Paolucci |

| Arbitro: | Minery (FFR) |

|                                                                                 |           |                                    |
| 5' e 52' Crichton, 49' e 76' Stapleton mt 52' Paolucci tr 40' e 73' Paolucci cp | Marcatori | cp 12', 30', 42', 46' e 56' Canale |

| Arbitro: | Falzone (Padova) |

|                                                      |           |                                                                                    |
| 76' Subrizi mt 76' Paolucci tr 30' e 32' Paolucci cp | Marcatori | mt 62' Ennaour, 66' Kalo'ofai tr 62' Aversa cp 26', 42', 46', 55' e 80'+2' Anversa |

| Arbitro: | Sironi (Colleferro) |

| |           |  |
| 24' e 37' Lubian, 40' Ravalle, 43' Mahoney, mt 67' Stanojevic 24', 37' e 40' Bustos, 67' Bassos tr 5' Bustos cp | Marcatori |  |

| Arbitro: | Traversi (Rovigo) |

| |           |                                                                |
| 22' Cialone, 43' Johnson, 52' Menè, 62' Crichton mt 22', 43', 52' e 62' Paolucci tr 2' Paolucci cp | Marcatori | mt 29' Gentile, 76' Rota tr 29' Law cp 37', 41', 47' e 55' Law |

| Arbitro: | Bertelli (Ferrara) |

|                                                                               |           |                                                          |
| 6', 32' e 78' Candiago, 18' Naudè mt 18' e 32' Fadalti tr 14', 26' Fadalti cp | Marcatori | mt 56' Fagnani tr 56' Paolucci cp 2', 21' e 71' Paolucci |

| Arbitro: | Mitrea (Treviso) |

|                                                                          |           |                                                                      |
| 32' Paolucci, 48' Zaffiri mt 32' e 48' Paolucci tr 20' e 29' Paolucci cp | Marcatori | mt 17' Vezzosi, 38' Cristiano, 44' Rodwell, 67' Chiesa tr 38' Chiesa |

### Coppa Italia

#### Girone B
| Arbitro: | Bertelli (Brescia) |

|                                    |      |                                    |
| 12’ Di Cicco 23’ Vaggi 73’ Cialone | mt   | 17’, 44’ Law 63’ Di Laura Frattura |
| 12’, 73’ Paolucci                  | tr   | 17’, 63’ Law                       |
| 80+8’ Paolucci                     | c.p. | 6’, 26’, 76’ Law                   |
| 42’ Carpente 54’ Chrichton         | drop |                                    |

| Roma 12 dicembre 2010 | Rugby Roma        | 0 – 20 | L’Aquila | Stadio Tre Fontane\| Arbitro: \| Vivarini (Padova) \| |
| Arbitro:              | Vivarini (Padova) |        |          |                                                       |

| Arbitro: | Mitrea (Treviso) |

|                                                      |      |                   |
| 19’ Bonavolontà 51’, 57’ Mannucci 72’, 80+3’ Fabiani | mt   | 39’, 42’ Zaffiri  |
| 19’, 57’, 80+3’ Giangrande                           | tr   |                   |
| 1’ Giangrande                                        | c.p. | 14’, 48’ Paolucci |

| Arbitro: | Mitrea (Treviso) |

|                        |      |                                                |
|                        | mt   | 62’ Leonardi 80+2’ De Gregori 80+8’ L. Persico |
|                        | tr   | 80+2’ Rodríguez                                |
| 17’, 49’, 60’ Paolucci | c.p. | 15’, 34’ Rodríguez                             |